# Buellia leucomela
Buellia leucomela är en lavart som beskrevs av Imshaug. Buellia leucomela ingår i släktet Buellia och familjen Physciaceae.   Inga underarter finns listade i Catalogue of Life.